# خانواده مقدس (مجموعه تلویزیونی)
خانواده مقدس (اسپانیایی: Sagrada familia‎) یک مجموعهٔ تلویزیونی دلهره‌آور درام اسپانیایی است که در سال ۲۰۲۲ منتشر شد. از بازیگران این سریال می‌توان به نایوا نیمری، آلبا فلورس، ماکارنا گومس و کارلا کامپرا اشاره کرد.

## خلاصه داستان
داستان سریال در سال ۱۹۹۸ در شهر ملیلیه شروع می‌شود و سپس در محله مرفه‌نشین فوئنته دل برو ادامه می‌یابد. رابطهٔ دوستی ایجادشده میان چند زن مختلف (که همه مادر خانواده هستند) با گذشته غم‌انگیز یکی از آنها، «گلوریا» (مادر مجردی که گفته می‌شود با پسرش و مراقب فرزندش آیتانا زندگی می‌کند) و یک تازه‌وارد به محله خراب می‌شود.

## گزیدهٔ بازیگران
- نایوا نیمری در نقش «گلوریا»[۴]
- آلبا فلورس در نقش «کاترینا»[۶]
- ماکارنا گومس در نقش «آئیتانا»[۴]
- کارلا کامپرا در نقش «بلانکا»[۷]
- آلکس گارسیا
- میگل آنخل سولا